# Kazuma Nagata
Kazuma Nagata (japanisch 永田 一真 Nagata Kazuma; * 26. April 2000 in der Präfektur Okayama) ist ein japanischer Fußballspieler.

## Karriere
Kazuma Nagata erlernte das Fußballspielen in der Universitätsmannschaft der Universität Fukuoka. Seinen ersten Vertrag unterschrieb er am 1. Februar 2023 bei Tegevajaro Miyazaki. Der Verein aus Miyazaki, einer Stadt in der gleichnamigen Präfektur, spielte in der dritten japanischen Liga. Sein Drittligadebüt gab Kazuma Nagata am 5. März 2023 (1. Spieltag) im Heimspiel gegen den AC Nagano Parceiro. Bei der 0:2-Heimniederlage stand er in der Startelf und wurde er in der 80. Minute gegen Kazuki Takahashi ausgewechselt.